# Origin (logiciel)
Pour les articles homonymes, voir Origin.
Origin est un logiciel de traitement et d'analyse de données scientifiques pour environnement Microsoft Windows développé par OriginLab.
Il permet notamment de tracer des graphes 2D et 3D et possède des fonctions d'analyse de pics.
Il est aussi capable d'importer des fichiers de divers formats tels que Excel, ASCII, Mathematica ou SigmaPlot (en), et d'exporter les graphes en format JPEG, GIF, TIFF etc.
Une version avancée, OriginPro, offre quelques fonctionnalités en plus.